# Selenophorus parumpunctatus
Selenophorus parumpunctatus är en skalbaggsart som beskrevs av Pierre François Marie Auguste Dejean. Selenophorus parumpunctatus ingår i släktet Selenophorus och familjen jordlöpare. Inga underarter finns listade i Catalogue of Life.

## Bildgalleri

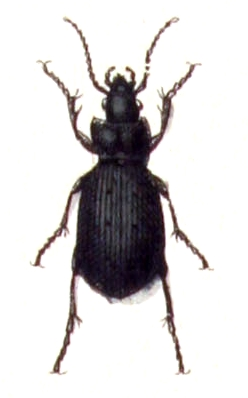